# Рорбах, Яков
Яков (Якоб) Рорбах по прозвищу Йеклейн (нем. Jakob Rohrbach ; ок. 1490 — 20 или 21 мая 1525, Хайльбронн) — один из руководителей крестьянского восстания во Франконии во время Крестьянской войны 1524—1525 годов в Германии.

## Биография
Родился в дер. Бёккинген (близ г. Хайльбронн). Обедневший крестьянин. Долгое время конфликтовал с монастырём Святого Петра, которому принадлежали окрестные земли Неккарской долины.
В апреле 1525 года возглавил несколько сотен крестьян, поднявших восстание в долине р. Неккар против местных феодалов.
Позже отряд Рорбаха объединился с другим крестьянским отрядом в так называемый «Светлый отряд». Объединил свои силы с действовавшим в окрестностях Роттенбурга «Чёрным отрядом», во главе которого стоял разорившийся рыцарь Флориан Гайер. Оба отряда действовали решительно, отвергая всякий компромисс с феодалами.
Рорбах призывал восставших крестьян и поддержавшие их городские массы к совместным действиям и отказу от всех феодальных повинностей, наметил программу широких мероприятий против феодальных господ и князей, захватил город Неккарзульм и штурмом взяв город Вейнсберг. По приговору созданного им самим революционного трибунала осудил графа Гельфенштейна и нескольких феодалов, организовавших против восставших крестьян карательный поход, к позорной казни — прогону сквозь строй пик и расправился с 50 рыцарями, вступившими с ним в схватку. Это вызвало панику в среде франконских феодалов и парализовало на первое время их сопротивление.
В результате несогласия с умеренной тактикой других руководителей «Светлого отряда», Рорбах ушёл в Вюртемберг. Тем временем, во Франконию вторглись войска Швабского союза под предводительством трухзеса (союзный старшина) Георга фон Вартбурга. Столкнувшись с численно превосходившими повстанческими войсками, вооруженными артиллерией и занимавшими хорошо укрепленные позиции, трухзес не решился вступить в сражение и предложил заключить перемирие. Однако, вскоре вероломно напал на отряды Рорбаха и его соратников.
Действуя во главе отряда крестьян-повстанцев, 12 мая 1525 года потерпел поражение в сражении у Бёблингена, попал в плен и был предан мучительной казни — сожжён на медленном огне. Остальные участники восстания были обезглавлены или повешены на деревьях.
Рорбах — один из наиболее известных, решительных и радикальных руководителей крестьянского восстания во Франконии во время Крестьянской войны 1524—1525 в Германии.

## Память
В Бёккингене его именем названа улица — Jäckleinstraße.